# Судья, Пётр Александрович
Пётр Александрович Судья (22 сентября [5 октября] 1903, Житомир — 14 сентября 1947, Магнитогорск, Челябинская область) — инженер-металлург, лауреат Сталинской премии (1946).

## Биография
После окончания Харьковского технологического института (1927) работал на коксохимических заводах Украинской ССР на инженерных и руководящих должностях. В 1941 г. главный инженер Запорожского коксохимического завода.
После начала Великой Отечественной войны осенью 1941 г. назначен главным инженером Нижнетагильского коксохимического завода. По совету профессора Агроскина применил новый метод для повышения производительности коксовых печей, позволивший дополнительно получить за год 50 тысяч тонн кокса.
С 1942 года зам. директора Магнитогорского металлургического комбината по коксохимии — начальник коксохимического цеха.
Организовал обучение специалистов для работы на запущенных в эксплуатацию новых коксовых батареях. В результате производство кокса за годы войны увеличилось в 2 раза. Работал над улучшением качества кокса и ритмичным обеспечением им доменного цеха.
Трагически погиб в результате несчастного случая на производстве. Похоронен на Левобережном кладбище Магнитогорска.

## Научные труды
Автор брошюры:
- Увеличение загрузки коксовых печей [Текст] / Инж. П. А. Судья. — Москва : Изд. и тип. Металлургиздата, 1948. — 56 с. : черт.; 22 см.

## Награды и звания
- Сталинская премия 3 степени (1946);
- Два ордена Трудового Красного Знамени (1943, 1945);
- Медаль «За доблестный труд в Великой Отечественной войне 1941—1945 гг.» (1946).